# Nadia Uhl
Nadia Uhl (n. 23 mai 1972, Stralsund, Republica Democrată Germană, Germania) este o actriță germană.

## Date biografice
Nadia Uhl deja pe băncile școlii a visat să devină actriță. Ea termină studiul artelor dramatice la universitatea de teatru și muzică "Felix Mendelssohn Bartholdy" din Leipzig. În primii ani va juca diferite roluri la teatrul Hans Otto din Potsdam. Din anul 1993 începe să joace în filme, devenind mai cunoscută în anul 2000 cu filmul "Die Stille nach dem Schuss" (Liniștea după împușcătură), sau "Der Baader Meinhof Komplex" (Complexul Baader Meinhof) în care joacă rolul unei teroriste din cadrul organizației secrete RAF (Rote Armee Fraktion). În anul 2009 i s-a acordat "Premiul filmului german" pentru rolul jucat în comedia "Männerherzen" (Inima bărbaților). După ce a trăit o perioadă de mai mulți ani în Berlin-Centru, azi ea locuiește cu cele două fiice ale ei, în Potsdam.

## Filmografie(selectată)
- 1993: Der grüne Heinrich

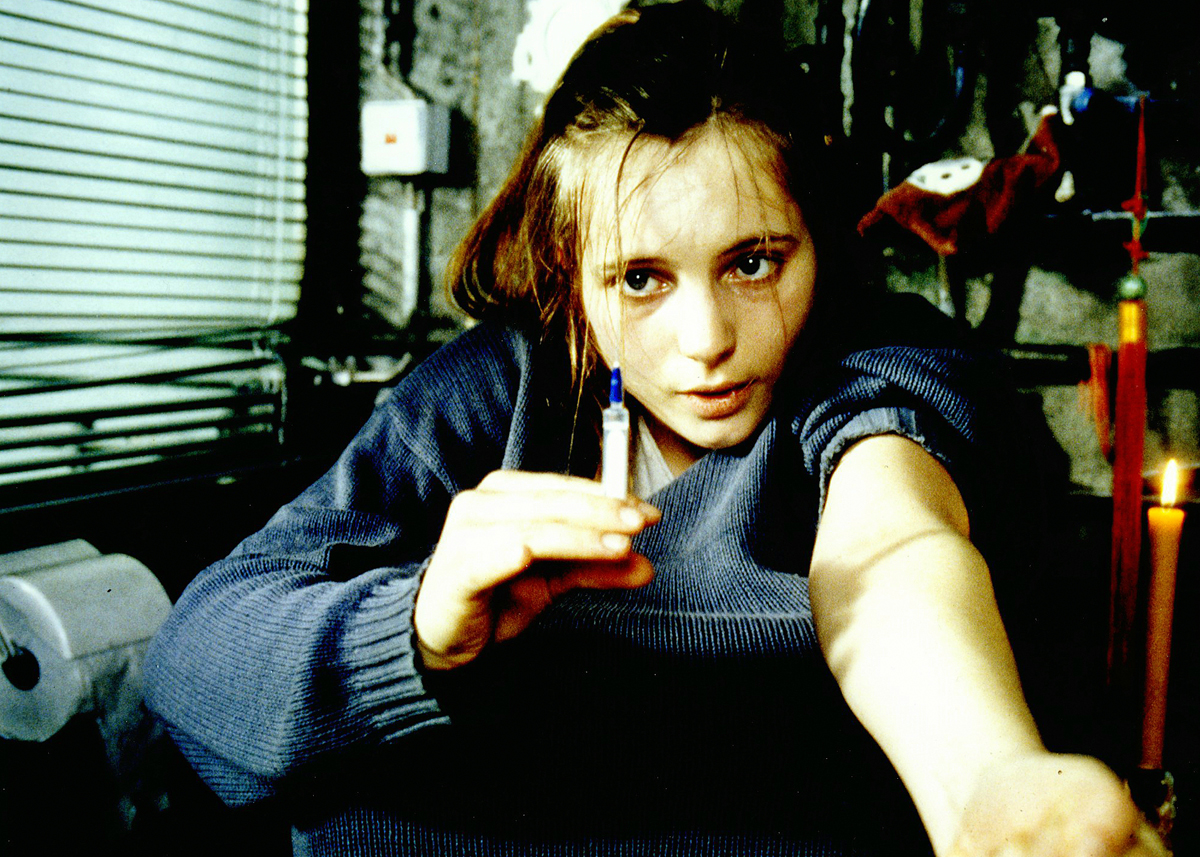
Nadja Uhl in Polizeiruf 110
Kleine Dealer, große Träume (1996)

- 1996: Zerrissene Herzen. Regie: Urs Odermatt. Fernsehfilm.
- 1996: Polizeiruf 110 – Kleine Dealer, große Träume – Regie: Urs Odermatt
- 1997: Blutiger Ernst
- 1999: No Sex (Fernsehfilm)
- 1999: My Sweet Home
- 2000: Die Stille nach dem Schuss – Regie: Volker Schlöndorff
- 2001: La volpe a tre zampe
- 2001: Was tun, wenn’s brennt?
- 2002: Scherbentanz
- 2002: Die Zwillinge
- 2003: Das Wunder von Lengede
- 2004: Lautlos
- 2004: Mord am Meer
- 2005: Sommer vorm Balkon – Regie Andreas Dresen
- 2006: Die Sturmflut, Fernsehfilm
- 2006: Dornröschen erwacht
- 2006: Vier Minuten
- 2006: Nicht alle waren Mörder
- 2008: Kirschblüten – Hanami
- 2008: Der Baader Meinhof Komplex
- 2008: Mogadischu
- 2009: So glücklich war ich noch nie
- 2009: Männerherzen
- 2009: Der Tote im Spreewald
- 2010: Die Toten vom Schwarzwald

## Filme documentare
- Gero von Boehm begegnet: Nadja Uhl. Gespräch, 45 Min., Produktion: ZDF, Erstsendung: 3. März 2008, Inhaltsangabe Arhivat în 15 martie 2009, la Wayback Machine. von 3sat
- Ich bin ich. Reportage, 2005, Regie: Lydia von Freyberg, Produktion: WDR-kulturreport, Erstsendung: 18. Dezember 2005, Inhaltsangabe vom WDR